# Chiesa di Santa Maria Assunta (Valdaora)
La chiesa di Santa Maria Assunta, o in tedesco Pfarrkirche Maria Himmelfahrt, è la parrocchiale di Valdaora di Sopra (Oberolang), frazione del comune sparso di Valdaora, in provincia di Bolzano e diocesi di Bolzano-Bressanone; fa parte del decanato di Brunico.

## Storia
L'originaria chiesa valdaorina venne costruita nel XV secolo, per poi essere consacrata nel 1446 e quindi riconsacrata nel 1472.
L'edificio venne interessato da una prima trasformazione nel 1650, allorché fu rimaneggiato in stile barocco.
Tuttavia, tra il 1899 e 1900 la parrocchiale fu oggetto di un intervento di rifacimento in stile gotico; il progetto venne redatto da Roman Pircher.

## Descrizione

### Esterno
La facciata a capanna della chiesa, rivolta ad occidente e caratterizzata da due grossi contrafforti laterali, presenta al centro il portale d'ingresso, sormontato dalla lunetta a sesto acuto in cui è inserita una raffigurazione del Sacro Cuore di Maria, un grande affresco, la meridiana e il rosone.
Annesso alla parrocchiale è il campanile intonacato a base quadrata, la cui cella presenta su ogni lato una bifora inscritta in un arco a sesto acuto; sui lati che guardano a levante e a ponente si aprono due piccole monofore, mentre sugli altri degli oculi. Ospita 4 campane in Re3 (Re3, Fa#3, La3, Si3) elettrificate a slancio tirolese fuse dalle ditte Sarmassa e Grassmayr nel 1921.

### Interno
L'interno dell'edificio si compone di un'unica navata, coperta dalla volta a reticolo, caratterizzata da costoni, e conclusa dall'abside di forma poligonale.
Qui sono conservate diverse opere di pregio, tra le quali gli stalli del coro, intagliati da Jakob Veider, l'altare maggiore, abbellito da un rilievo con soggetto la Beata Vergine Assunta, le raffigurazioni dei Santi Antonio Sebastiano, dei Santi Cristanto e Daria e della Madonna con Bambino assieme ai Santi Gioacchino e Anna.